# Robert Jacobsen
Robert Julius Tommy Jacobsen (Copenaghen, 4 giugno 1912 – Taagelund, 26 gennaio 1993) è stato uno scultore e pittore danese di fama mondiale.
Jacobsen fu uno degli artisti danesi più importanti del ventesimo secolo.
Visse in Francia fra il 1947 e il 1969. Dal 1962 al 1981 fu professore di Arti visive alla Kunstakademie (Scuola d'arte) di Monaco di Baviera. Dal 1976 al 1985 fu professore all'accademia danese reale d'arte a Copenaghen. Dal 1986 al 1991 lavorò con Jean Clareboudt per realizzare un parco della scultura nella cava di ghiaia di Tørskind vicino a Egtved e a Vejle. Lavorò molto attentamente insieme al suoi amico e genero, Bernard Leauté.
Jacobsen inoltre ha avuto uno stretto rapporto con Asger Jorn e gli artisti della CO.BR.A., ma non fu mai un membro del loro gruppo. Il premio danese cinematografico Robert fu chiamato così in sua memoria. Ha progettato l'elevazione di una scultura dell'altezza di 60 metri che sorgerà a Copenaghen nel 2012, finanziato da Robert Jacobsen Fondamento.
Opere presso i seguenti Musei: 
- Musee d'Art Wallon (Liege, Belgio)
- Museo de Arte Moderna (Sao Paulo, Brasile)
- Von der Heydt Museum (Wuppertal, Germania)
- Didrichsenin taidemuseo (Helsinki, Finlandia)
- Musée national d'Art moderne – Centre Georges Pompidou (Parigi, Francia)
- Musée des Beaux-Art (Rennes, Francia)
- Fond National d'Art Contemporain (Francia)
- Musée Rodin (Paris) (Francia)
- Stedelijk Museum (Amsterdam, Paesi Bassi)
- Rijksmuseum Kröller-Müller (Otterloo, Olanda)
- Nationalgalerie (Oslo, Norvegia)
- Moderna Museet (Stoccolma, Svezia)
- Musee des Beaux-Art (La Chaux-de-Fonds, Svizzera)
- Magyar Nemzeti Muzeum (Budapest, Ungheria)
- Museum of Art, Carnegie Institute (Pittsburgh, USA)
- Hirshhorn Museum and Sculpture Garden (Washington, USA)
- Museo Würth, (Künzelsau-Gaisbach, Germania)